# Ветеринарне свідоцтво
Ветеринарне свідоцтво — разовий виданий в установленому порядку документ суворої звітності, виданий лікарем державної установи ветеринарної медицини (державним інспектором ветеринарної медицини), що підтверджує стан здоров'я тварин і факт проведення вакцинації та діагностичних досліджень, якість та безпеку продукції тваринного походження, інших об'єктів державного ветеринарно-санітарного контролю та нагляду і місцевості їх походження, ветеринарно-санітарний стан партії тварин, партії продуктів лову та харчової продукції з них вимогам ветеринарно-санітарної безпеки, продуктів тваринного походження, репродуктивного матеріалу, біологічних продуктів, кормів тваринного та рослинного походження, включаючи обов'язкове зазначення результатів лабораторних досліджень та ветеринарно-санітарного статусу території (потужності) походження, а для тварин — засвідчення проведення вакцинації та діагностичних досліджень.
У разі здійснення експорту продуктів лову та харчової продукції з них ветеринарне свідоцтво підлягає обміну на міжнародний ветеринарний сертифікат."
В Українському законодавстві визначення цього документу подається в чотирьох номінаціях:

## Приклади у окремих галузях
Згідно з (ВР України, Закон «Про ветеринарну медицину» від 25.06.1992 N 2498-XII):
«Ветеринарне свідоцтво — разовий документ, виданий державним інспектором ветеринарної медицини, що підтверджує ветеринарно-санітарний стан партії тварин, продуктів тваринного походження, репродуктивного матеріалу, біологічних продуктів, кормів тваринного та рослинного походження, включаючи обов'язкове зазначення результатів лабораторних досліджень та ветеринарно-санітарного статусу території (потужності) походження, а для тварин — засвідчення проведення вакцинації та діагностичних досліджень.»
Зокрема, згідно з (ВР України, Закон «Про рибу, інші водні живі ресурси та харчову продукцію з них» від 06.02.2003 N 486-IV):
«Ветеринарне свідоцтво — виданий в установленому порядку документ, що підтверджує відповідність конкретної партії продуктів лову та харчової продукції з них вимогам ветеринарно-санітарної безпеки. У разі здійснення експорту продуктів лову та харчової продукції з них ветеринарне свідоцтво підлягає обміну на міжнародний ветеринарний сертифікат.»
За джерелом (Державний департамент ветеринарної медицини, Наказ «Про затвердження Ветеринарно-санітарних вимог утримання птиці в особистих селянських господарствах» від 19.12.2006 N 100):
«Ветеринарне свідоцтво — разовий документ, виданий державним інспектором ветеринарної медицини, що підтверджує ветеринарно-санітарний стан партії тварин, продуктів тваринного походження, репродуктивного матеріалу, біологічних продуктів, кормів тваринного та рослинного походження, включаючи обов'язкове зазначення результатів лабораторних досліджень та ветеринарно-санітарного статусу території (потужності) походження, а для тварин — засвідчення проведення вакцинації та діагностичних досліджень.»
За (Державний департамент ветеринарної медицини, Наказ «Про затвердження Правил передзабійного ветеринарного огляду тварин і ветеринарно-санітарної експертизи м'яса та м'ясних продуктів» від 07.06.2002 N 28):
«Ветеринарне свідоцтво (довідка) — разовий документ суворої звітності, виданий лікарем державної установи ветеринарної медицини, що підтверджує стан здоров'я тварин і факт проведення вакцинації та діагностичних досліджень, якість та безпеку продукції тваринного походження, інших об'єктів державного ветеринарно-санітарного контролю та нагляду і місцевості їх походження.»